# Norwich City Football Club
Maillots
Actualités
Dernière mise à jour : 30 juin 2025.
Le Norwich City Football Club est un club de football anglais, situé à Norwich dans le comté de Norfolk.
Le club a été fondé en 1902 et a atteint pour la première fois la First Division en 1972. Depuis, Norwich a joué 21 saisons dans l’élite, avec 9 saisons d’affilée pour la plus longue période en continu.
Norwich a gagné la League Cup en 1962 et 1985. Le club a été un membre fondateur de la Premier League en 1992 et terminant troisième durant cette saison inaugurale et il jouera durant ces trois premières saisons, atteignant même le troisième tour de la Coupe de l'UEFA. Norwich est plus récemment revenu en Premier League après une absence de six ans. Pour la saison 2022-2023 le club évolue en EFL Championship (deuxième division anglaise).
Depuis 1935, Norwich a joué tous ces matchs à domicile à Carrow Road et a une rivalité féroce et de longue date avec leur voisin de l'Est-Anglie, le club d'Ipswich Town, avec lesquels ils ont disputé le derby de l'Est-Anglie 138 fois. La chanson des supporters On the Ball, City (en) est considérée comme la plus ancienne chanson de football dans le monde.

## Historique

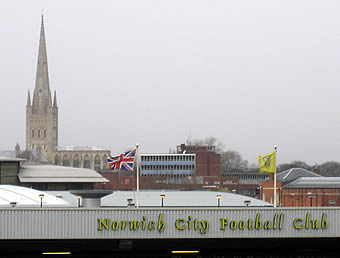
Carrow Road avec la vue sur la ville.

Le Norwich City FC a été formé à la suite d'une réunion au Criterion Cafe à Norwich le 17 juin 1902 puis d'une seconde réunion survenue le 2 juillet 1902 par un groupe d'amis mené par trois anciens joueurs du Norwich CEYMS (en), Robert Webster, Joseph Cowper et Brad Skelly. Le club a joué son premier match officiel contre Harwich & Parkeston (en), à Newmarket Road (en) le 6 septembre 1902. À la suite d'une commission de la FA, le club a été évincé du monde amateur en 1905, il est considéré depuis comme un club professionnel. Au cours de la même année, Norwich a été élu pour jouer dans la Southern Football League. À cause de l’accroissement du nombre de spectateurs le club a dû quitter Newmarket Road (en) en 1908 pour The Nest (stade) (en), sur le site d'une ancienne carrière de craie. Le surnom d'origine du club était The Citizens (les citoyens) mais il a été remplacé en 1907 par The Canaries (les canaris) après que le président du club (qui était éleveur de canaris) eut surnommé ses joueurs 'The Canaries' et changé les bandes du maillot en jaune et vert. Pendant la Première Guerre mondiale, avec le championnat suspendu et face à des dettes colossales, le club s'est mis en liquidation le 10 décembre 1917.

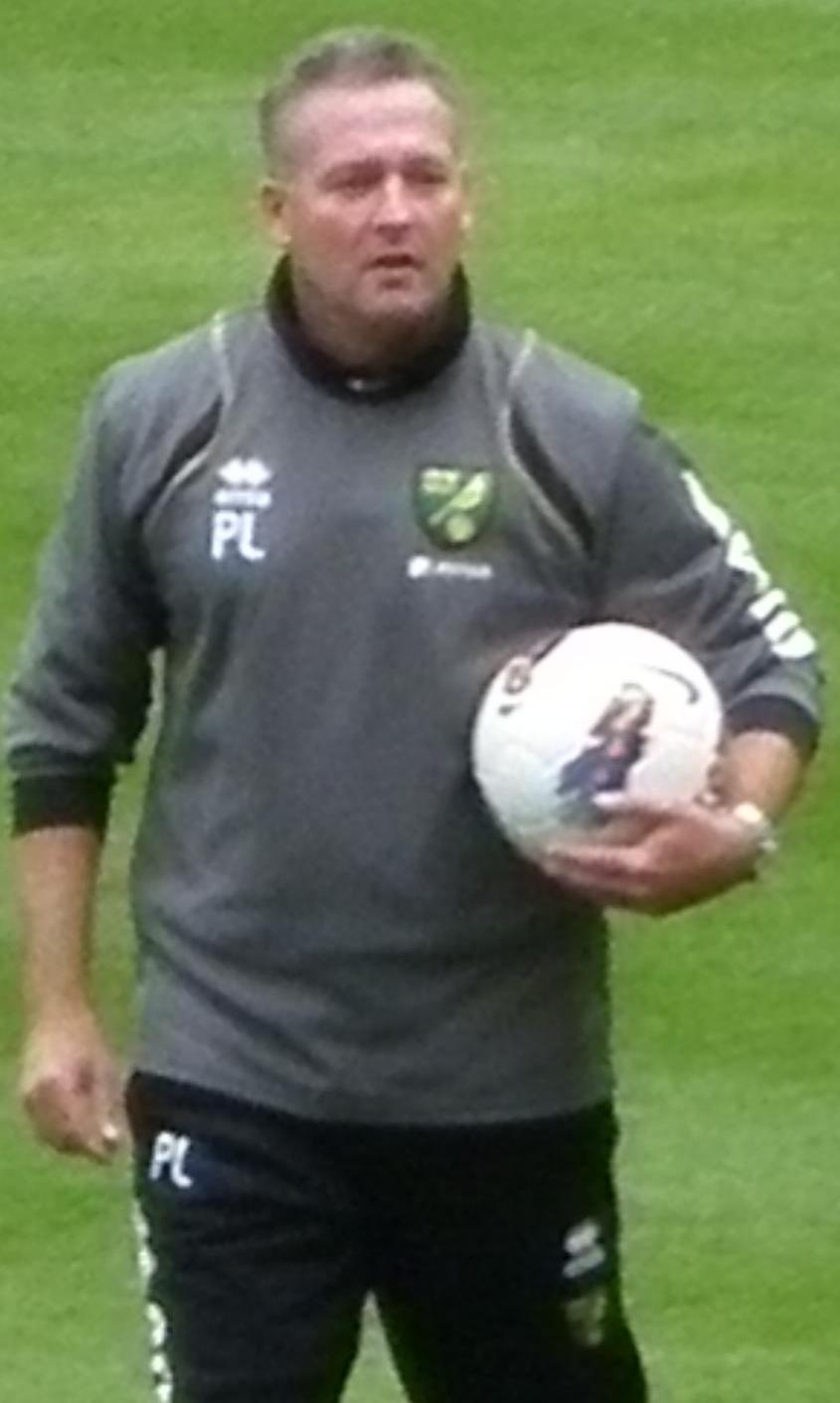
Paul Lambert, entraîneur de Norwich de 2009-2012.

 Le club a été officiellement reformé le 15 février 1919 - un personnage clé dans ces évènements était Charles Watling, père du futur président du club, Geoffrey Watling (en). Quand en mai 1920 la FA crée la Third Division, Norwich la rejoint la saison suivante. Leur premier match de championnat, contre Plymouth Argyle, le 28 août 1920, s'est terminé sur le score nul de 1-1. Le club a subi une décennie médiocre, ne finissant pas mieux qu'à la huitième place mais pas plus bas que 18e. La décennie suivante s'est avérée plus fructueuse pour le club avec la plus large victoire du club, 10-2, sur Coventry City et la montée en tant que champion en Second Division en 1934 sous la direction de Tom Parker (en). Le public grandissant et avec les préoccupations de la FA quant à la pertinence de The Nest (stade) (en), le club pense rénover le stade, mais finalement il décide de déménager à Carrow Road. Le match d’inauguration, qui s'est tenu le 31 août 1935, contre West Ham United, se termina par une victoire 4-3 des locaux et il établit un nouveau record d'affluence avec 29 779 spectateurs. Le plus grand événement des quatre saisons suivantes fut la visite du roi George VI à Carrow Road le 29 octobre 1938. Cependant le club a été relégué en Third Division à la fin de la saison. Le championnat a été suspendu la saison suivante à la suite du déclenchement de la Seconde Guerre mondiale et n'a repris qu'en 1946. Norwich finit comme la suivante à la 21e place, les mauvais résultats obligent le club à devoir se représenter pour une place dans le championnat. Le club a manqué de peu la montée sous la direction de Norman Low (en) au début des années 1950, mais après le retour de Tom Parker (en) comme manager, Norwich termine dernier de la Third Division en 1957.
La saison 1958-1959 a vu Norwich atteindre la demi-finale de la FA Cup comme club de Third Division, battant deux clubs de First Division: le Manchester United de Matt Busby au troisième tour et Tottenham Hotspur au cinquième tour. Durant la saison 1959-1960, Norwich est promu en Second Division après avoir fini quatrième à Southampton, et atteint la quatrième place en 1961. En 1962, Ron Ashman (en) amena Norwich vers son premier trophée, la League Cup en battant Rochdale 4-0 sur l'ensemble des deux matches de la finale.
Lors de la saison 1971-1972, Norwich remporte le titre de champion de Second Division, ce qui permet aux Canaris de monter pour la première fois de leur histoire en First Division. La première saison dans l'élite ne restera pas dans les annales mais Norwich parvient à se sauver en terminant à la 20e place sur 22 avec deux points d'avance sur le premier relégable Crystal Palace. Norwich descend la saison suivante en terminant à la dernière place. Les Canaris feront leur retour dans l'élite dès la saison suivante en terminant à la troisième place de la Second Division. Le club enchaîna six saisons de suite dans l'élite avant d'être relégué en 1981. Les Canaris finissent troisième lors de la saison 1981-1982 de Second Division et reviennent en First Division pendant trois saisons. En 1985, Norwich remporte sa deuxième League Cup en battant Sunderland 1-0 grâce à un but contre son camp de Gordon Chisholm (en). Malgré ce succès, Norwich redescend en deuxième division. Néanmoins, le club revient de nouveau immédiatement dans l'élite, cette fois en décrochant le titre de champion de deuxième division.
Norwich enchaîna neuf saisons de suite dans l'élite ce qui constitue son record. En 1992, Norwich fait partie des clubs fondateurs de la toute nouvelle Premier League. La première saison dans la nouvelle compétition sera la meilleure saison du club puisque Norwich terminera à la troisième place avec 72 points (21 victoires, 9 nuls et 12 défaites) à dix points du leader Manchester United. Le 19 octobre 1993, Norwich réalise l'exploit de s'imposer sur la pelouse du Bayern Munich 2 buts à 1 grâce aux buts de Jeremy Goss à la 12e minute puis Mark Bowen à la 30e à l'occasion du second tour de la coupe UEFA. Norwich est devenu le seul club britannique à s'imposer dans le stade de l'Olympiastadion. Le club se qualifie grâce au match nul 1-1 à Carrow Road. Les canaris seront éliminés au tour suivant face à l'Inter Milan (2 fois 1-0). Lors de la saison 1994-1995, le club est relégué en deuxième division.
En 2004, Norwich remporte la Championship et fait son retour en Premier League pour la saison 2004-2005 mais sera de nouveau relégué. En 2009, le club est même relégué en Football League One (troisième division). Le club réalise deux promotions successives en remportant tout d’abord la troisième division, puis en terminant à la deuxième place de la Championship.
Après une lutte pour le maintien jusqu'à la fin de la saison 2013-2014, le club est relégué en Championship (deuxième division). À l'issue de la saison 2014-2015, les Canaris terminent à la troisième place, synonyme de play-off pour l'accession en Premier League. Norwich est alors confronté à son rival, Ipswich, en demi-finale de promotion. Les hommes d'Alex Neil, auteurs d'un nul prometteur à Ipswich (1-1), profitent de l'expulsion de Christophe Berra pour s'imposer (3-1) à Carrow Road. La finale, qui oppose Norwich City à Middlesbrough à Wembley le 25 mai 2015, voit les Canaris s'imposer 2-0 et par conséquent obtenir leur billet pour la Premier League. À l'issue de la saison 2015-2016, le club sera relégué en EFL Championship.
Le 27 avril 2019, après sa victoire 2-1 face aux Blackburn Rovers, le club assure sa promotion en Premier League, trois ans après sa relégation en 2016.
À l'issue de la saison 2019-2020, le club est relégué de nouveau en deuxième division.

## Identité du club

### Logos

1902 à 2022.
Depuis 2022.

## Palmarès et records
| Compétitions nationales | Compétitions internationales           |
| --- | -------------------------------------- |
| - Championnat d'Angleterre (0) : - Meilleur classement : 3e en 1993. - Championnat d'Angleterre D2 (5) : - Champion : 1972, 1986, 2004, 2019 et 2021. - Vice-champion : 1898 et 1948. - Championnat d'Angleterre D3 (2) : - Champion : 1934 (sud) et 2010. - Vice-champion en 1960. - Coupe de la Ligue (2) : - Vainqueur : 1962 et 1985. - Finaliste : 1973 et 1975. | - Texaco Cup (0) : - Finaliste : 1973. |

## Joueurs et personnalités du club

### Effectif actuel
Le 4 août 2025
| N° | Nat.                                                  | Poste | Nom du joueur               |
| -- | ----------------------------------------------------- | ----- | --------------------------- |
| 1  | Drapeau de la Bosnie-Herzégovine                      | G     | Vladan Kovačević            |
| 3  | Drapeau de l'Angleterre                               | D     | Jack Stacey                 |
| 4  | Drapeau de l'Irlande                                  | D     | Shane Duffy                 |
| 5  | Drapeau de la Croatie                                 | D     | Jakov Medić                 |
| 6  | Drapeau de l'Angleterre                               | D     | Harry Darling               |
| 8  | Drapeau de l'Angleterre                               | M     | Liam Gibbs                  |
| 9  | Drapeau des États-Unis                                | A     | Josh Sargent (vice-captain) |
| 10 | Drapeau de la Tchéquie                                | A     | Matěj Jurásek               |
| 11 | Drapeau du Danemark                                   | M     | Emiliano Marcondes          |
| 12 | Drapeau de l'Angleterre                               | G     | George Long                 |
| 14 | Drapeau de l'Angleterre                               | D     | Ben Chrisene                |
| 15 | Drapeau de l'Irlande du Nord (drapeau du Royaume-Uni) | D     | Ruairi McConville           |
| 16 | Drapeau de l'Angleterre                               | M     | Jacob Wright                |
| 17 | Drapeau de la Croatie                                 | A     | Ante Crnac                  |
| 18 | Drapeau du Ghana                                      | M     | Forson Amankwah             |
| 19 | Drapeau du Sénégal                                    | A     | Papa Amadou Diallo          |
| 20 | Drapeau de la Tunisie                                 | M     | Anis Ben Slimane            |
| 21 | Drapeau de l'Angleterre                               | D     | Brad Hills                  |
| 22 | Drapeau de la Serbie                                  | M     | Mirko Topić                 |

| No. | Nat.                      | Position | Nom du joueur          |
| --- | ------------------------- | -------- | ---------------------- |
| 23  | Drapeau de l'Écosse       | M        | Kenny McLean (captain) |
| 24  | Drapeau de l'Angleterre   | A        | Jovon Makama           |
| 26  | Drapeau du Chili          | M        | Marcelino Núñez        |
| 27  | Drapeau du Ghana          | D        | Jeffrey Schlupp        |
| 29  | Drapeau du Danemark       | M        | Oscar Schwartau        |
| 30  | Drapeau du Danemark       | A        | Mathias Kvistgaarden   |
| 31  | Drapeau de l'Angleterre   | G        | Louie Moulden          |
| 32  | Drapeau de l'Angleterre   | G        | Daniel Grimshaw        |
| 33  | Drapeau du Panama         | D        | José Córdoba           |
| 35  | Drapeau de l'Angleterre   | D        | Kellen Fisher          |
| 38  | Drapeau du pays de Galles | G        | Daniel Barden          |
| 41  | Drapeau de l'Écosse       | M        | Gabriel Forsyth        |
| 42  | Drapeau de l'Irlande      | M        | Tony Springett         |
| 43  | Drapeau de l'Angleterre   | M        | Uriah Djedje           |
| 44  | Drapeau du pays de Galles | M        | Elliot Myles           |
| 45  | Drapeau de l'Angleterre   | A        | Ken Aboh               |
| 47  | Drapeau de l'Angleterre   | D        | Lucien Mahovo          |
| 49  | Drapeau de l'Angleterre   | M        | AJ Bridge              |
| 51  | Drapeau de l'Angleterre   | A        | Dylan Jones            |

### Prêtés à autres clubs
| N° | Nat.             | Poste | Nom du joueur                                                 |
| -- | ---------------- | ----- | ------------------------------------------------------------- |
| 34 | Drapeau du Chili | G     | Vicente Reyes (au Peterborough United until 31 December 2025) |

### Entraîneurs
| Rang | Nom                 | Période                             |
| ---- | ------------------- | ----------------------------------- |
| 1    | John Bowman         | 1er août 1905-31 juillet 1907       |
| 2    | James McEwen        | 1er août 1907-31 mai 1908           |
| 3    | Arthur Turner       | 1er août 1909-31 mai 1910           |
| 4    | Bert Stansfield     | 1er août 1910-31 mai 1915           |
| 5    | Major Frank Buckley | 1er août 1919-1er juillet 1920      |
| 6    | Charles O'Hagan     | 1er juillet 1920-1er janvier 1921   |
| 7    | Albert Gosnell      | 1er janvier 1921-28 févr. 1926      |
| 8    | Bert Stansfield     | 1er mars 1926-1er novembre 1926     |
| 9    | Cecil Potter        | 1er novembre 1926-1er janvier 1929  |
| 10   | James Kerr          | 1er avril 1929-28 févr. 1933        |
| 11   | Tom Parker          | 1er mars 1933-1er févr. 1937        |
| 12   | Bob Young           | 1er févr. 1937-31 décembre 1938     |
| 13   | Jimmy Jewell        | 1er janvier 1939-1er septembre 1939 |
| 14   | Bob Young           | 1er septembre 1939-31 mai 1946      |
| 15   | Duggie Lochhead     | 1er décembre 1945-1er mars 1950     |
| 16   | Cyril Spiers        | 1er juin 1946-1er décembre 1947     |
| 17   | Norman Low          | 1er mai 1950-30 avril 1955          |
| 18   | Tom Parker          | 1er mai 1955-31 mars 1957           |
| 19   | Archie Macaulay     | 1er avril 1957-1er oct. 1961        |
| 20   | Willie Reid         | 1er décembre 1961-1er mai 1962      |
| 21   | George Swindin      | 1er mai 1962-30 novembre 1962       |
| 22   | Ron Ashman          | 1er décembre 1962-31 mai 1966       |
| 23   | Lol Morgan          | 1er juin 1966-1er mai 1969          |
| 24   | Ron Saunders        | 1er juillet 1969-16 novembre 1973   |
| 25   | John Bond           | 27 novembre 1973-31 oct. 1980       |

| Rang | Nom                  | Période                           |
| ---- | -------------------- | --------------------------------- |
| 26   | Ken Brown            | 1er novembre 1980-9 novembre 1987 |
| 27   | Dave Stringer        | 9 novembre 1987-1er mai 1992      |
| 28   | Mike Walker          | 1er juin 1992-6 janvier 1994      |
| 29   | John Deehan          | 12 janvier 1994-31 juillet 1995   |
| 30   | Martin O'Neill[ii]   | août 1995-décembre 1995           |
| 31   | Gary Megson          | décembre 1995-21 juin 1996        |
| 32   | Mike Walker          | 21 juin 1996-30 avril 1998        |
| 33   | Bruce Rioch          | 12 juin 1998-13 mars 2000         |
| 34   | Bryan Hamilton       | 5 avril 2000-4 décembre 2000      |
| 35   | Nigel Worthington    | 4 décembre 2000-2 oct. 2006       |
| 36   | Martin Hunter        | 2 oct. 2006-14 oct. 2006          |
| 37   | Peter Grant          | 13 oct. 2006-9 oct. 2007          |
| 38   | Jim Duffy            | 9 oct. 2007-30 oct. 2007          |
| 39   | Glenn Roeder         | 30 oct. 2007-14 janvier 2009      |
| 40   | Bryan Gunn           | 16 janvier 2009-14 août 2009      |
| 41   | Paul Lambert         | 18 août 2009-31 mai 2012          |
| 42   | Chris Hughton        | 7 juin 2012-avril 2014            |
| 43   | Neil Adams           | avril 2014-janvier 2015           |
| 44   | Alex Neil            | janvier 2015-mars 2017            |
| 45   | Daniel Farke         | mai 2017-novembre 2021            |
| 46   | Dean Smith           | 15 novembre 2021-27 décembre 2022 |
| 47   | David Wagner         | 6 janvier 2023 - 17 mai 2024      |
| 48   | Johannes Hoff Thorup | 30 mai 2024 - 22 avril 2025       |
| 49   | Liam Manning         | Depuis le 3 juin 2025             |

### Joueurs emblématiques

#### Joueur de l'année
- 1967 :  Terry Alcock
- 1968 :  Hugh Curran
- 1969 :  Ken Foggo
- 1970 :  Duncan Forbes
- 1971 :  Ken Foggo
- 1972 :  Dave Stringer
- 1973 :  Kevin Keelan
- 1974 :  Kevin Keelan
- 1975 :  Colin Suggett
- 1976 :  Martin Peters
- 1977 :  Martin Peters
- 1978 :  John Ryan
- 1979 :  Tony Powell
- 1980 :  Kevin Bond
- 1981 :  Joe Royle
- 1982 :  Greg Downs
- 1983 :  Dave Watson
- 1984 :  Chris Woods
- 1985 :  Steve Bruce
- 1986 :  Kevin Drinkell
- 1987 :  Kevin Drinkell
- 1988 :  Bryan Gunn
- 1989 :  Dale Gordon
- 1990 :  Mark Bowen
- 1991 :  Ian Culverhouse
- 1992 :  Robert Fleck
- 1993 :  Bryan Gunn
- 1994 :  Chris Sutton
- 1995 :  Jon Newsome
- 1996 :  Spencer Prior
- 1997 :  Darren Eadie
- 1998 :  Matt Jackson
- 1999 :  Iwan Roberts
- 2000 :  Iwan Roberts
- 2001 :  Andy Marshall
- 2002 :  Gary Holt
- 2003 :  Adam Drury
- 2004 :  Craig Fleming
- 2005 :  Darren Huckerby
- 2006 :  Gary Doherty
- 2007 :  Darren Huckerby
- 2008 :  Dion Dublin
- 2009 :  Lee Croft
- 2010 :  Grant Holt
- 2011 :  Grant Holt
- 2012 :  Grant Holt
- 2013 :  Sébastien Bassong
- 2014 :  Robert Snodgrass
- 2015 :  Bradley Johnson
- 2016 :  Jonny Howson
- 2017 :  Wes Hoolahan
- 2018 :  James Maddison
- 2019 :  Teemu Pukki
- 2020 :  Tim Krul
- 2021 :  Emiliano Buendía
- 2022 :  Teemu Pukki
- 2023 :  Gabriel Sara
- 2024 :  Kenny McLean
- 2025 :  Josh Sargent

### Ouvrages
1. ↑  (en) John Eastwood et Mike Davage, Canary Citizens, Almeida Books, 1986 (ISBN 0-7117-2020-7), p. 19
2. ↑  (en) John Eastwood et Mike Davage, Canary Citizens, Almeida Books, 1986 (ISBN 0-7117-2020-7), p. 47